# Ионеску, Эммануил
Эммануил Ионашку (рум. Emanoil Ionescu, 17 марта 1893 — 14 июня 1949) — румынский авиационный командующий в годы Второй мировой войны.
Родился 17 марта 1893 года. В 1938—1939 годах возглавлял находящуюся в Бухаресте военно-авиационную школу «Aurel Vlaicu» (названа в честь первого румынского авиатора).
В 1941—1944 годах командовал 1-м румынским авиакорпусом на советско-германском фронте.
10 мая 1944 награждён Германией Рыцарским крестом Железного креста.
23 августа 1944 по приказу короля Михая арестовал главу государства Иона Антонеску (тоже кавалера Рыцарского креста).
С 18 сентября 1944 года по 11 марта 1945 года возглавлял Военно-воздушные силы Румынии.
С 1 августа 1945 года стал заместителем секретаря Министерства авиации Румынии. 9 августа 1945 награждён советским орденом Суворова.
Он умер в Бухаресте от болезни сердца 13 июля 1949 г.